# Barra do Corda
Pour les articles homonymes, voir BDC.
Barra do Corda (BDC) est une ville brésilienne du centre de l'État du Maranhão. Elle se situe par une latitude de 05° 30′ 21″ sud et par une longitude de 45° 14′ 34″ ouest, à une altitude de 38 mètres. Sa population était estimée à 78 497 habitants en 2006. La municipalité s'étend sur 7 962 km2.
Barra do Corda possède un aéroport (code AITA : BDC).

## Maires
| Période | Période | Identité                | Étiquette | Qualité |
| ------- | ------- | ----------------------- | --------- | ------- |
| 2005    | 2012    | Manoel Mariano de Sousa | PV        |         |

## Personnalités liées à la commune
- Galeno, footballeur brésilien né à Barra do Corda.

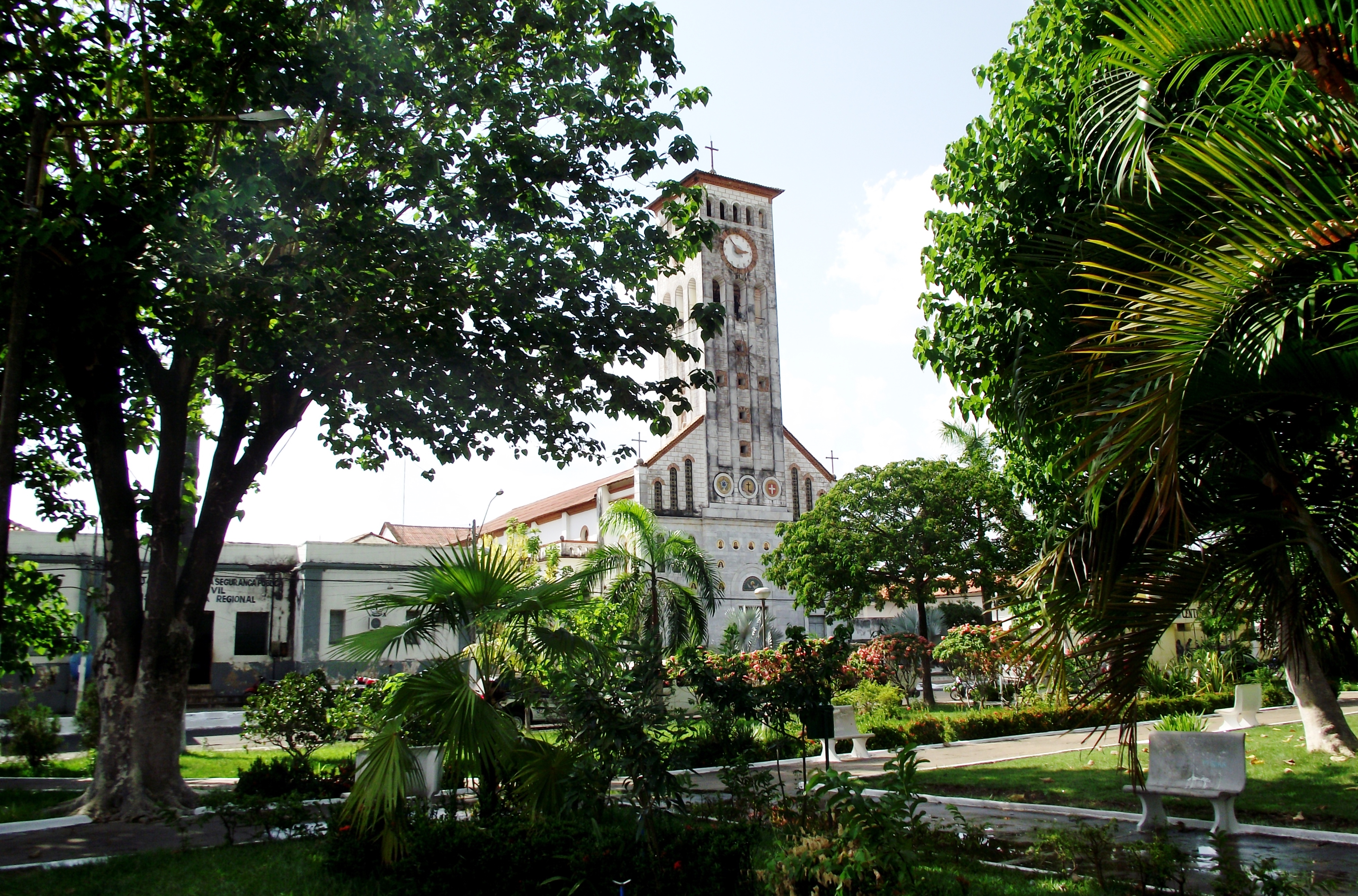
Église Notre-Dame de la Conception